# Mont Kholodilnik
Le mont Kholodilnik (en russe : гора́ Холоди́льник ou со́пка Холодильник, littéralement « réfrigérateur ») est le mont le plus élevé de Vladivostok (kraï du Primorie), en Russie. 
Dans les années 2004 et 2005, c'était un lieu très apprécié par les jeunes cyclistes de la ville. 